# LMBT-jogok Portugáliában
Portugáliában a leszbikus, meleg, biszexuális és transznemű (LMBT) emberek jogai bővültek és erősödtek az elmúlt évtizedben, ma már a világ élvonalába tartozik az ország ezen a téren. A Salazar-diktatúra során érvényesülő elnyomás után a portugálok elfogadóbbá váltak az 1982-ben, nyolc évvel a szegfűs forradalom után dekriminalizált homoszexualitással szemben. 2010. június 5-én elismerték az azonos neműek házasságát.
Noha sok az előítélet a melegekkel szemben, a meleg kultúra központjai is léteznek Lisszabonban, Portóban és az Algarve régió turisztikailag fontos városaiban.